# 九安医疗
九安医疗（深交所：002432）是中華人民共和國一家醫療器械和試劑檢測產品公司。曾经主营电子血压计、血糖仪等电子医疗设备。

## 歷史
九安醫療的創始人是畢業於天津大學的劉毅。1995年，刘毅在同学聚会上得知电子血压计這一產品概念，随后经过半年推出第一台九安电子血压计。2002年开始，九安公司開始向國際市場銷售，並且从2003年开始，连续4年销售收入翻番。後來九安的电子血压计年出货量一度排名世界前三，在德国的市场份额达到了50%以上，中國国产电子血压计市场份额一度排名第一。
2010年6月10日，九安医疗在深圳中小企业板上市。九安医疗曾获得小米科技2500万美元投资，並加入小米生态链。受兩家公司合作影響，2015年，九安医疗成立iHealth Inc。2017年9月，小米公司发布了iHealth额温计产品。
2013年至2019年，九安医疗一度业绩长期低迷，淨利潤為負。2020年，2019冠狀病毒病疫情暴发後，九安医疗向国外出口额温计等防疫产品，該公司的业绩開始上漲。2021年，九安医疗其新冠抗原家用自测试剂盒获得美國政府订单，並通過亞馬遜網站銷售給美國用戶。2022年上半年，该公司最高净利润是2021年全年净利润总额的17倍。2022年，九安医疗股价最高涨900%，不過也多次被质疑炒作股价。該公司也因為信息披露不完整，公司的董事长、董秘一度被天津证监局約談。

### 其他業務
2021年，九安医疗设立枣庄九鹏汽车销售服务有限公司，2022年1月完成开业验收。

## 外部鏈接
- 官方网站